# Liste der Bodendenkmale in Flensburg
In der Liste der Bodendenkmale in Flensburg sind die Bodendenkmale der Stadt Flensburg nach dem Stand der Bodendenkmalliste des Archäologischen Landesamts Schleswig-Holstein von 2016 aufgelistet. Die Baudenkmale sind in der Liste der Kulturdenkmale in Flensburg aufgeführt.
| Denkmal-ID           | Befundart           | Bezeichnung                              | Zeitstellung                 | Lage | Bemerkungen | Bild |
| -------------------- | ------------------- | ---------------------------------------- | ---------------------------- | ---- | ----------- | ---- |
| aKD-ALSH-Nr. 000 001 | Grabmal > Grabhügel | Grabhügel                                | Vor- und/oder Frühgeschichte |      |             |      |
| aKD-ALSH-Nr. 000 002 | Grabmal > Grabhügel | Grabhügel „Friedenshügel“                | Vor- und/oder Frühgeschichte |      |             |      |
| aKD-ALSH-Nr. 000 003 | Befestigung > Burg  | Burg/Motte/Ringwall/Turmhügel „Eddeboe“  | Mittelalter                  |      |             |      |
| aKD-ALSH-Nr. 000 004 | besonderer Stein    | Inschriftenstein/Grenzstein/Schalenstein |                              |      |             |      |